# Kuban Airlines
Kuban Airlines (russisch Авиационные линии Кубани) war eine russische Fluggesellschaft mit Sitz in Krasnodar und Basis auf dem Flughafen Krasnodar.

## Geschichte
Die Fluggesellschaft wurde im Jahre 1932 als Division der Aeroflot gegründet. Im Jahre 1992 wurde sie privatisiert: 51 Prozent hielt die Region Krasnodar und 49 Prozent hielten die Beschäftigten der Fluggesellschaft. Im Jahre 2004 hat die Region Krasnodar ihren Anteil an dieser Joint Stock Company an die Vermögensholding Basic Element des Oligarchen Oleg Deripaska verkauft. Basic Element hält heute 80 Prozent der Kuban Airlines.
Das Passagieraufkommen konnte im Jahre 2008 um 12,7 Prozent auf 572.600 Fluggäste auf 4.384 Flügen gesteigert werden. Der Name der Fluggesellschaft leitet sich vom traditionellen Namen der Region Krasnodar, „Kuban-Gebiet“, bzw. des Flusses Kuban ab.
Ab Frühjahr 2010 erhielt Kuban Airlines erstmals westliche Baumuster. Die ersten zwei Boeing 737-300 (Luftfahrzeugkennzeichen VQ-BHC und VQ-BHD) trafen Anfang März 2010 in Krasnodar ein. Sie stammen aus dem Bestand der bmibaby und erhielten eine neue farbenfrohe Lackierung, welche Sonnenblumenblüten am Heckleitwerk zeigt.
Im November 2011 übernahm Kuban Airlines einen Teil der Flotte und des Streckennetzes der SkyExpress, der aus finanziellen Gründen die Betriebslizenz entzogen worden war.
Am 11. Dezember 2012 wurde der Betrieb aus finanziellen Gründen sowie infolge einer neuen gesetzlichen Regelung bezüglich der Mindestanzahl an Flugzeugen eines Typs eingestellt.

## Flugziele
Kuban Airlines bediente innerhalb Russlands Kaliningrad, Kasan, Krasnodar, Moskau-Domodedowo, Moskau-Wnukowo, Sotschi, St. Petersburg und Ufa. International wurden Antalya, Aleppo, Jerewan, Frankfurt, Hannover, Istanbul, Köln/Bonn, München und Tel Aviv angeflogen.

## Flotte

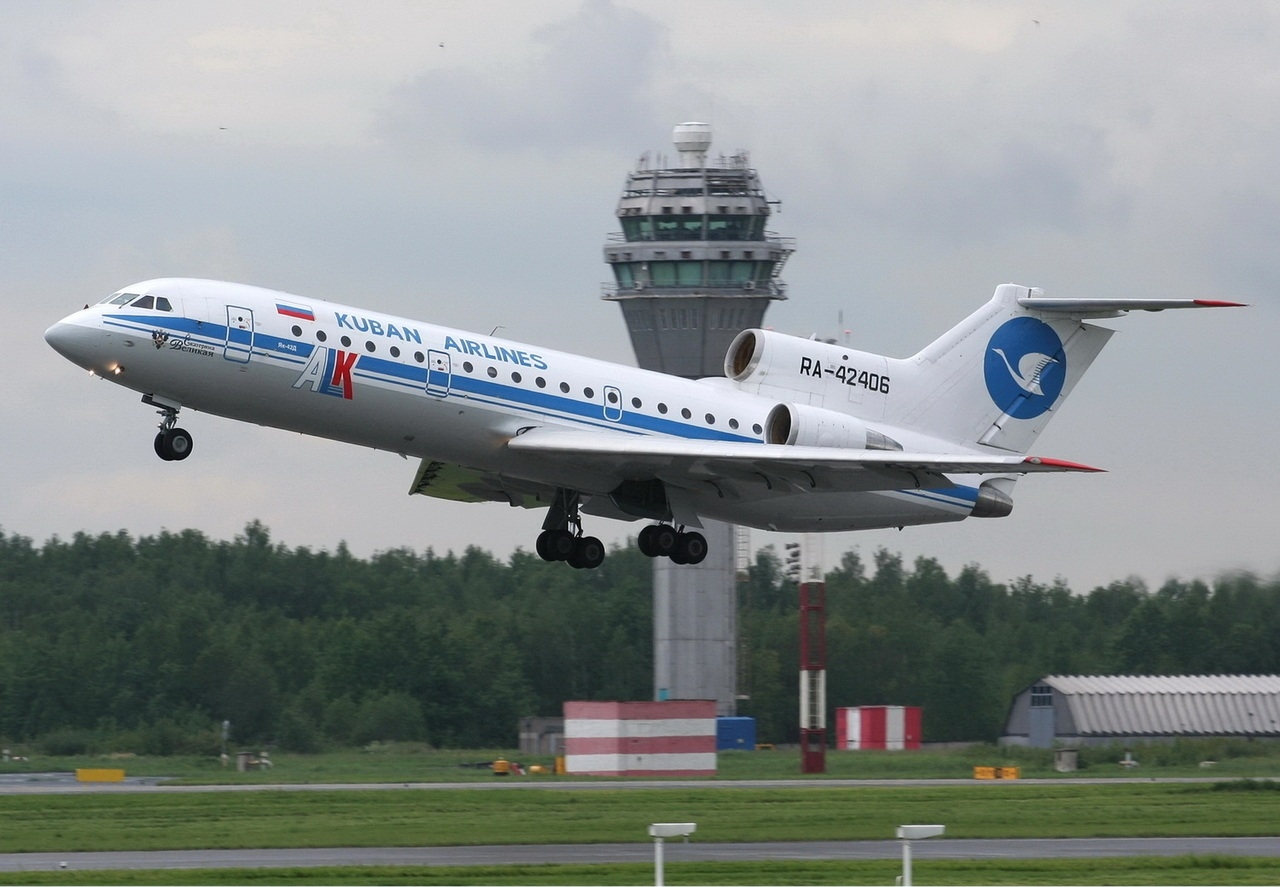
Eine Jakowlew Jak-42D der Kuban Airlines

Mit Stand Juli 2012 bestand die Flotte aus 21 Flugzeugen mit einem Durchschnittsalter von 15,5 Jahren:
- 3 Airbus A319-100
- 4 Boeing 737-300
- 2 Boeing 737-500
- 7 Jakowlew Jak-42
- 5 Jakowlew Jak-42D

## Zwischenfälle
- Am 26. Dezember 1993 verunglückte eine Antonow An-26B der russischen Kuban Airlines (Luftfahrzeugkennzeichen RA-26141) bei der Landung auf dem Flughafen Gjumri (Armenien), wobei nur einer der 36 Menschen an Bord überlebte. Die Maschine befand sich auf einem Frachtflug von Krasnodar (Südrussland) und war mit zwei schlecht verzurrten Fahrzeugen sowie Benzinkanistern beladen. Der Kapitän hatte entschieden, zusätzlich noch 31 Passagiere in dem Frachtflugzeug mitzunehmen. Bei einer Sicht von nur 200 Metern in dichtem Nebel, weit unter den vorgeschriebenen Minima, schlug die völlig überladene Maschine nach Strömungsabriss bei einem missglückten Durchstartversuch in Rückenlage 3 Kilometer hinter dem Aufsetzpunkt auf.[7]